# Fernando Alves Pinto
Fernando Alves Pinto (São Paulo, 6 de maio de 1969) é um ator brasileiro. Conhecido por seu desempenho nos filmes Terra Estrangeira (1996), Tônica Dominante (2000), 2 Coelhos (2012) e Para Minha Amada Morta (2015). Ele já foi indicado duas vezes ao Prêmio Guarani de melhor ator.
É filho dos cartunistas Zélio Alves Pinto e Ciça, sobrinho de Ziraldo e Gê Pinto e primo da ilustradora Lorena Kaz, da cineasta Daniela Thomas e do compositor Antonio Pinto.

## Biografia
Nasceu e cresceu no bairro de Higienópolis. Estudou no colégio São Luís, onde começou a fazer teatro. Fernando e um grupo de amigos montaram, em 1985, a peça Pluft, o Fantasminha. Ele dirigia e fazia o pirata da perna-de-pau. No ano seguinte, o mesmo grupo montou a peça Merlin e a Demanda do Santo Graal.
Em 1987, o ator foi morar em Nova York com os pais. Lá fez ioga, interpretação, malabarismo. Ficou com os pais por quatro meses. Depois, com mais sete primos, alugou um apartamento que era do Gerald Thomas, então marido da Daniela Thomas. Começou a trabalhar com marcenaria e carpintaria. Em 1988, voltou para o Brasil. Um ano depois voltou para Nova York. Lá, fez algumas peças no LaMama, incluindo um pequeno papel em uma peça de Moliére. Entrou em uma companhia de teatro físico, em que a base é mímica. Quando estava nessa companhia, foi chamado para fazer o filme Terra Estrangeira em 1994, de Walter Salles e Daniela Thomas.
Logo depois, foi chamado para fazer o programa Você Decide, da Rede Globo, dirigido por Fábio Barreto, contracenando com Vera Fischer.
Em 1996, com apenas duas semanas de filmagens de Tônica Dominante onde interpretava um clarinetista, o ator sofreu um acidente, ficou em coma durante alguns dias e perdeu a memória. Durante seu período de recuperação seu maior estímulo foram justamente as aulas de clarinete dadas pela própria diretora do filme Lina Chamie. Em 1999, com Fernando já recuperado, as filmagens foram retomadas e o filme foi enfim concluído.
Em 1997, fez a novela O Direito de Nascer, no SBT, a qual foi engavetada e só foi ao ar em 2001.
Participou, também, dos filmes Menino Maluquinho 2 - A Aventura, Eu Não Conhecia Tururu, de Florinda Bolkan, Anahy de las Missiones, de Sergio Silva, e Mater Dei, de Vinicius Mainardi.
Atuou também em curtas-metragens, entre eles Quatro Minutos, de Sergio Volpi (prêmio de ator nos festivais de Brasília e Gramado) e Negócio Fechado, de Rodrigo Costa. Em 2004, atuou em Araguaya - A Conspiração do Silêncio, de Ronaldo Duque, e em Quase Dois Irmãos, de Lúcia Murat.
Em 2007, fez o filme A Via Láctea, ao lado de Marco Ricca e Alice Braga.
Em 2008, esteve no teatro com a peça A Mulher Que Ri. E em 2012 com o musical Cartas de Amor que ficou em cartaz no Centro Cultural Banco do Brasil.
Em 2009, o ator filma 2 Coelhos, filme de Afonso Poyart, com lançamento em janeiro de 2012. Também em 2010, está no longa-metragem Nosso Lar.

## Vida pessoal
Casou-se com a atriz Letícia Sabatella no dia 16 de dezembro de 2013 em São Paulo, após dois anos de namoro, numa cerimônia intimista apenas para 350 convidados.

## Filmografia

### Cinema
| Ano  | Título                                                   | Personagem                   | Notas          |
| ---- | -------------------------------------------------------- | ---------------------------- | -------------- |
| 1993 | Seams                                                    | —                            | Curta-metragem |
| 1995 | La Lona                                                  | —                            | Curta-metragem |
| 1996 | Terra Estrangeira                                        | Paco                         |                |
| 1996 | Eu Sei que Você Sabe                                     | —                            | Curta-metragem |
| 1997 | Anahy de las Misiones                                    | Leon                         |                |
| 1997 | Jugular                                                  | —                            | Curta-metragem |
| 1997 | Quatro Minutos                                           | Fernando                     | Curta-metragem |
| 1998 | Menino Maluquinho 2 - A Aventura                         | Bombeiro                     |                |
| 2000 | Para Ser Feliz Para Sempre                               | —                            | Curta-metragem |
| 2000 | Tônica Dominante                                         | Clarinet                     |                |
| 2001 | Mais um Eterno Amor                                      | —                            | Curta-metragem |
| 2001 | Negócio Fechado                                          | —                            | Curta-metragem |
| 2001 | Rita                                                     | —                            | Curta-metragem |
| 2001 | Onde Andará Petúcio Felker?                              | Petúcio Felker               | Curta-metragem |
| 2001 | Mater Dei                                                |                              |                |
| 2002 | OFusca                                                   | —                            | Curta-metragem |
| 2002 | O Sumiço do Amigo Invisível                              | Amigo Invisível              | Curta-metragem |
| 2002 | Eu Não Conhecia Tururú                                   | Dodô                         |                |
| 2003 | Jonas                                                    | Jonas                        | Curta-metragem |
| 2003 | Julio e Antônia                                          | Julio                        | Curta-metragem |
| 2003 | O Filme dos Porquês                                      | —                            | Curta-metragem |
| 2004 | Morango                                                  | —                            | Curta-metragem |
| 2004 | Gasolina Comum                                           | Carlo                        | Curta-metragem |
| 2004 | Dança                                                    | Dançarino                    | Curta-metragem |
| 2005 | Quase Dois Irmãos                                        | Peninha                      |                |
| 2005 | Alice                                                    | Alex                         | Curta-metragem |
| 2005 | Red                                                      | —                            | Curta-metragem |
| 2005 | Intimidade                                               | He                           | Curta-metragem |
| 2006 | Araguaya - A Conspiração do Silêncio                     | Tenente Álvaro               |                |
| 2006 | Vitória de Darley                                        | Darley                       | Curta-metragem |
| 2006 | Santa de Casa                                            | —                            | Curta-metragem |
| 2006 | O Veneno da Madrugada                                    | Nestor                       |                |
| 2006 | Arido Movie                                              | Rapaz                        |                |
| 2007 | Dos de Ochenta                                           | —                            | Curta-metragem |
| 2007 | Balanço                                                  | Fernando "Nando"             | Curta-metragem |
| 2007 | Santiago                                                 | Ele mesmo                    | Documentário   |
| 2007 | A Via Láctea                                             |                              |                |
| 2007 | O Signo da Cidade                                        | Devanir                      |                |
|      | Os Aviadores                                             | Fernando                     | Longa metragem |
| 2008 | Biomáquinas                                              | —                            | Curta-metragem |
| 2008 | Osmar, a Primeira Fatia do Pão-de-Forma                  | Dr. Pierre Croix Saint (voz) | Dublagem       |
| 2008 | Até Quando?                                              | Amaro                        | Curta-metragem |
| 2009 | Lembrança                                                | Tio                          | Curta-metragem |
| 2009 | Lula, o filho do Brasil                                  |                              |                |
| 2010 | Os Inquilinos                                            | Professor de matemática      |                |
| 2010 | Nosso Lar                                                | Lísias                       |                |
| 2011 | Uma Professora Muito Maluquinha                          | Cigano                       |                |
| 2011 | Onde Está a Felicidade?                                  | Amigo no Jantar              |                |
| 2012 | 2 Coelhos                                                | Edgar                        |                |
| 2012 | Comer e ir Embora                                        | —                            | Curta-metragem |
| 2013 | Os Amigos                                                | Paulo                        |                |
| 2013 | Jogo das Decapitações                                    | Leandro                      |                |
| 2013 | São Silvestre                                            | Maratonista                  | Documentário   |
| 2014 | Cada Vez Mais Longe                                      | João                         |                |
| 2014 | Apneia                                                   |                              |                |
| 2014 | As Aventuras de um Avião Vermelho                        | Lunar (voz)                  | Dublagem       |
| 2015 | A Floresta que se Move                                   | Pedro                        |                |
| 2015 | Desabafo                                                 | Dário                        |                |
| 2015 | Para Minha Amada Morta                                   | Fernando                     |                |
| 2016 | Vermelho Russo                                           | Nando                        |                |
| 2017 | Quando o Galo Cantar Pela Terceira Vez Renegarás Tua Mãe | Inácio                       |                |
| 2017 | Deus e o Cachorro                                        | Deus                         | Curta-metragem |
| 2018 | Pedro Sob a Cama                                         | Pai                          |                |
| 2019 | Legalidade                                               | Luís Carlos                  |                |
| 2020 | Vou Nadar Até Você                                       | Smutter                      |                |
| 2022 | Passagem Secreta                                         | Heitor                       |                |
| TBA  | Eu Ponho um Feitiço em Você                              | Vinícius                     | Pós-produção   |
| TBA  | Anita                                                    | Manuel Duarte                | Pós-produção   |

### Televisão
| Ano  | Título                     | Personagem                    | Notas                             |
| ---- | -------------------------- | ----------------------------- | --------------------------------- |
| 1997 | O Direito de Nascer        | Osvaldo                       | Exibida em 2001                   |
| 1998 | Você Decide                | Rafael                        | Episódio: "Amor e Traição"        |
| 1998 | A Turma do Pererê          | Judas                         |                                   |
| 1999 | Malhação                   | Jonas                         | Participação                      |
| 2002 | Desejos de Mulher          | Sandro                        |                                   |
| 2004 | Um Só Coração              | Alberto Cavalcanti            |                                   |
| 2008 | Casos e Acasos             | Roberto                       |                                   |
| 2008 | Dilemas de Irene           | Caco                          |                                   |
| 2008 | Noites de Almirante        | Cláudio                       |                                   |
| 2006 | Um Menino Muito Maluquinho | Menino Maluquinho aos 30 anos |                                   |
| 2006 | Avassaladoras - A Série    | Arnaldo                       | Episódio: "Sexo, Amor e Confusão" |
| 2006 | Floribella 2               | João Gusmão Torrão de Melaço  |                                   |
| 2010 | Bicicleta e Melancia       | Antônio                       |                                   |
| 2010 | O Menino de Grapiúra       | Padre Cabral                  | Telefilme                         |
| 2014 | A Teia                     | Itamar Libânio                |                                   |
| 2015 | Sete Vidas                 | Caio                          |                                   |
| 2017 | O Hipnotizador             | Morton                        | 3 episódios                       |
| 2017 | Os Homens São de Marte...  | Renato                        | Temporada 1                       |
| 2017 | A Vida Secreta dos Casais  | Jonas Barteli                 |                                   |
| 2020 | Hard                       | Pierre                        |                                   |
| 2022 | Sentença                   | Pedro                         | Original Prime Video              |

## Teatro
| Ano  | Título                                                         |
| ---- | -------------------------------------------------------------- |
| 2008 | A Mulher Que Ri, de Paulo Santoro e direção de Yara de Novaes. |
| 2012 | Cartas de Amor                                                 |
| 2023 | Camus e o Teólogo – Um Encontro Improvável                     |

## Prêmios e indicações
| Ano  | Associações                          | Categoria                                   | Nomeações              | Resultado | Ref.   |
| ---- | ------------------------------------ | ------------------------------------------- | ---------------------- | --------- | ------ |
| 1996 | Prêmio Guarani de Cinema Brasileiro  | Melhor Ator                                 | Terra Estrangeira      | Indicado  | [ 9 ]  |
| 1997 | Festival de Cinema de Brasília       | Melhor Ator em Curta-metragem               | Quatro Minutos         | Venceu    | [ 10 ] |
| 1997 | Festival de Cinema de Gramado        | Melhor Ator em Curta-metragem               | Quatro Minutos         | Venceu    | [ 10 ] |
| 2014 | Prêmio Shell                         | Melhor Trilha Sonora                        | Trágica.3              | Indicado  | [ 11 ] |
| 2015 | Festival de Cinema Luso-Brasileiro   | Melhor Ator                                 | Para Minha Amada Morta | Venceu    |        |
| 2017 | Prêmio Guarani de Cinema Brasileiro  | Melhor Ator                                 | Para Minha Amada Morta | Indicado  | [ 12 ] |
| 2020 | Prêmio The Brazilian Critic          | Melhor Ator Coadjuvante em Série de Comédia | Hard                   | Indicado  | [ 13 ] |
| 2020 | CKF International Film Festival      | Melhor Performance Masculina                | Instant Doctor         | Venceu    |        |
| 2020 | The Canadian Diversity Film Festival | Melhor Ator                                 | Instant Doctor         | Venceu    |        |